# Karl Gerstner
Karl Gerstner (* 2. Juli 1930 in Basel; † 1. Januar 2017 ebenda) war ein Schweizer Grafikdesigner, Werber, Fachbuchautor, Maler der Konkreten Kunst und bedeutender Vertreter der Schweizer Typografie.

## Leben
Nach dem Gymnasium und dem gestalterischen Vorkurs an der Allgemeinen Gewerbeschule Basel macht Karl Gerstner zwischen 1945 und 1948 eine Lehre als Grafiker im Atelier Fritz Bühler. Parallel dazu besucht er an der Gewerbeschule Kurse bei Emil Ruder. Zusammen mit Markus Kutter gründete er 1959 die Werbeagentur Gerstner + Kutter, die 1962 unter Beteiligung von Paul Gredinger zur «GGK» wurde. Die GGK war lange eine der erfolgreichsten Agenturen der Schweiz und später Deutschlands. Sie hatte Filialen in vielen Ländern Europas.

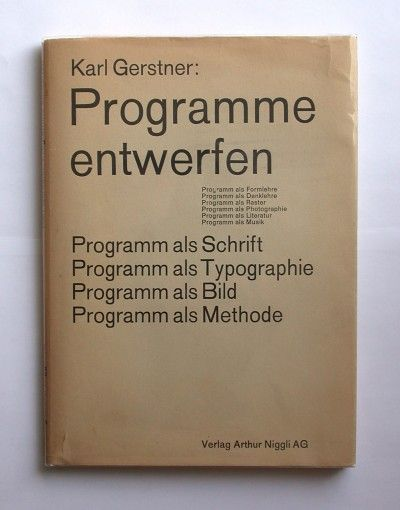
Buchcover von Programme entwerfen, 1964.

Nach seinem Rückzug aus der Werbewelt engagierte sich Gerstner im Verlagswesen. Johannes Gross, damals Chefredakteur des in Köln erscheinenden Wirtschaftsmagazins Capital, verpflichtete ihn als Berater. Gerstner konzipierte viele Jahre zusammen mit der Chefredaktion inhaltlich und optisch die monatliche Titelgeschichte.
Als der Verlag Gruner + Jahr 1980 das Wirtschaftsmagazin impulse auf den Markt brachte, war Gerstner ebenfalls wesentlich an dem Projekt beteiligt. Er konzipierte das visuelle Erscheinungsbild des Heftes und war, wie bei Capital, an der Ausgestaltung der Titelgeschichten entscheidend beteiligt. 1981/82 war er auch Berater beim Kunstmagazin art, das im Heft 11/1981 auch einen Artikel über Gerstner als Künstler veröffentlichte.
Zu Gerstners bekanntesten Veröffentlichungen gehören das 1964 erschienene Buch Programme entwerfen und das 1972 erschienene Buch Kompendium für Alphabeten. Die 1973 von Emilio Ambasz kuratierte Ausstellung im New Yorker Museum of Modern Art «Designing Programs/Programming Designs: An Exhibition of Karl Gerstner» basierte auf ebendiesem Buch.
Im Jahr 1964 wurden Arbeiten von ihm auf der documenta III in Kassel in der Abteilung Graphik und auch 1968 auf der 4. documenta gezeigt.
Sein Archiv befindet sich seit 2006 in der Graphischen Sammlung der Schweizerischen Nationalbibliothek.
Gerstner wurde auch als Kunstsammler bekannt. Seit 1991 ist die umfangreiche Sammlung Karl Gerstner im Museum Weserburg in Bremen beheimatet. In wechselnden Ausstellungen werden daraus Werke von Arman, George Brecht, Christo, Robert Filliou, Raymond Hains, Bernhard Luginbühl, Dieter Roth, Daniel Spoerri, Hugo Suter, André Thomkins, Jean Tinguely und Jakob Weder präsentiert.

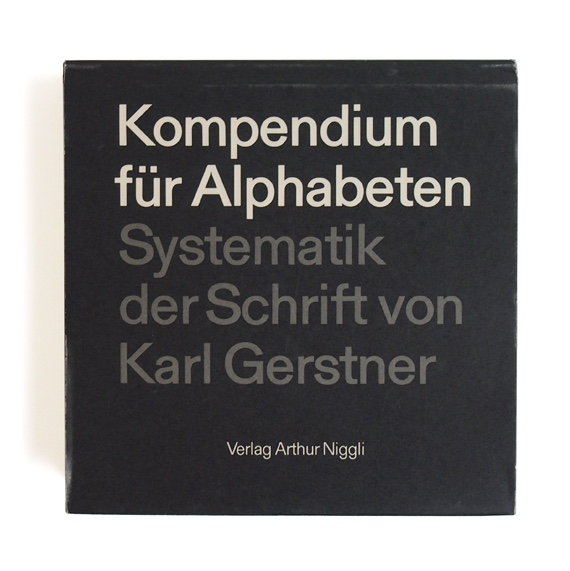
Buchcover von Kompendium für Alphabeten, 1972.

## Werke

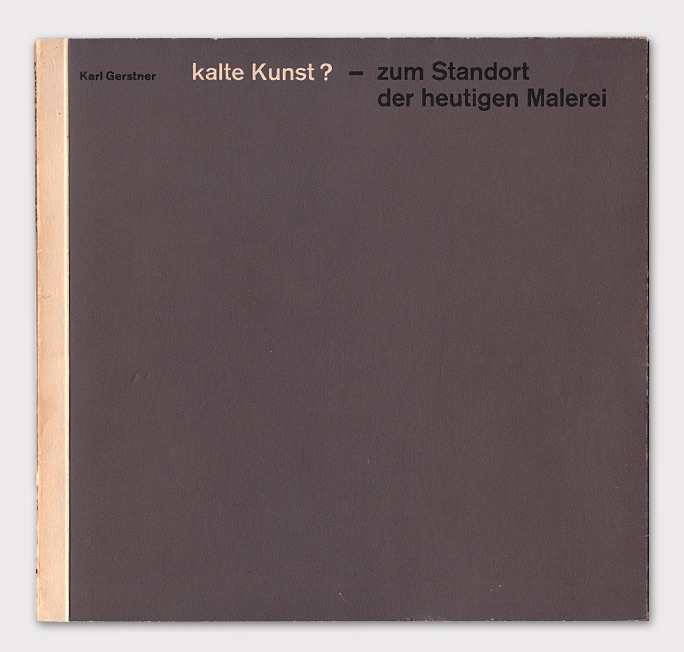
Buchcover von kalte Kunst?, 1957.

- kalte Kunst? – zum Standort der heutigen Malerei. 1. Auflage, Verlag Arthur Niggli, Teufen 1957.
- Markus Kutter: Schiff nach Europa. Optisch organisiert von Karl Gerstner, Verlag Arthur Niggli, Teufen 1957.
- Programme entwerfen. Vorwort von Paul Gredinger. 1. Auflage, Verlag Arthur Niggli, Teufen 1964; 3. erweiterte Auflage vom Autor durchgesehen und herausgegeben von Harald Geisler und Jonas Pabst, Lars Müller Publishers, Baden 2007, ISBN 978-3-03778-092-3.
- Kompendium für Alphabeten. Verlag Arthur Niggli, Teufen 1972, Neuausgabe 1985, ISBN 3-7212-0048-9.
- Die Formen der Farben. Über die Wechselwirkung der visuellen Elemente. Athenäum Verlag, Frankfurt am Main 1985, ISBN 3-7610-8417-X.
- Der Künstler und die Mehrheit. Vorwort von Johannes Cladders. (= Syndikat Taschenbuch EVA, Band 73), Syndikat, Frankfurt am Main 1986, ISBN 3-434-46073-X.
- Avant Garde Küche – Prinzipien statt Rezepte, Phantasie statt Routine, Gesund und gut statt gesund oder gut. Verlag Arthur Niggli, Heiden 1990, ISBN 3-7212-0237-6.
- Manfred Kröplien (Hrsg.): Karl Gerstner. Rückblick auf 5 x 10 Jahre Graphik Design etc. Hatje Cantz Verlag, Ostfildern-Ruit 2001, ISBN 978-3775790581.
- Karl Gerstner: Rückblick auf sieben Kapitel konstruktive Bilder Etc. Vorwort von Eugen Gomringer, Hatje Cantz Verlag, Ostfildern-Ruit 2003, ISBN 978-3775791502.

## Ausstellungen
- 1973: Museum of Modern Art, New York City: Designing Programs/Programming Designs: An Exhibition of Karl Gerstner, kuratiert von Emilio Ambasz.